# José Luzán
José Luzán y Martínez, né en 1710 à Saragosse et mort en 1785, est un peintre baroque espagnol.
Luzán a été le maître de notamment Francisco Bayeu, José Beratón (es) mais surtout le premier de Francisco de Goya, raison principale pour laquelle il est connu.

## Biographie
Luzán est un protégé de la famille Pignatelli pendant qu'il étudie à Naples la fin du baroque italien.
À son retour à Saragosse, il établit un atelier qui devient prestigieux, l'Inquisition espagnole le nommant réviseur des peintures (« revisor de pinturas »). Des peintres de renom y ont travaillé, comme Francisco et Ramón Bayeu, et surtout Francisco de Goya, qui trouve en Luzán son premier maître.
José Luzán joue un rôle important dans la promotion de l'Académie des Beaux-Arts de sa ville natale.